# Bispo coadjutor
O bispo coadjutor é um prelado da Igreja Católica nomeado ou eleito para ajudar e substituir um bispo, arcebispo ou um prelado no exercício das suas funções com direito a sucessão. Ele deve ser nomeado vigário-geral pelo bispo diocesano. Vacante a Sé episcopal, o bispo coadjutor torna-se imediatamente o bispo diocesano.

## Catolicismo Romano
Na prática eclesial contemporânea, a nomeação de um bispo coadjutor costuma ser feita nos casos em que um bispo diocesano sente que não poderá continuar por muito tempo por motivos de saúde ou porque está próximo da idade da renúncia. Nestes casos, o Papa às vezes designa um coadjutor para a diocese em questão para dar ao futuro bispo tempo para conhecer a diocese que deve orientar e facilitar a sucessão.
Antes da reforma do Código de Direito Canônico em 1983, havia uma distinção entre bispos coadjutores cum jure successionis e aqueles sem, geralmente definidos como Sede datus, ou seja, "atribuídos à sé", à diocese, e não à pessoa do Ordinário. Alguns coadjutores foram nomeados com direito de sucessão automática, e outros sem tal direito. Hoje nenhum coadjutor é nomeado sem o concomitante direito de sucessão. 
Por ordem do Papa Paulo VI de 3 de julho de 1976, aos bispos coadjutores não são mais atribuídos, no momento de sua nomeação, uma sé titular, como anteriormente, mas o título nunc pro tunc da Igreja particular à qual é pretendido.

## Comunhão Anglicana
Na Comunhão Anglicana, um bispo coadjutor (a forma normalmente utilizada) é um bispo eleito ou nomeado para seguir o atual bispo diocesano perto da morte ou resignação. Em algumas províncias da Comunhão, como a Igreja da Inglaterra, os bispos são nomeados, enquanto em outras, como a Igreja Episcopal dos Estados Unidos da América (ECUSA) e a Igreja Episcopal Anglicana do Brasil (IEAB), eles são eleitos. Na ECUSA, quando um bispo diocesano anuncia sua renúncia, realiza-se uma assembleia diocesana especial para eleger um coadjutor. Normalmente o coadjutor serve por pouco tempo antes da renúncia do anterior, e nesse momento torna-se bispo diocesano.